# 송원군
송원군(松源郡)은 조선민주주의인민공화국 자강도 남서부에 위치하는 군이다.

## 지리
동쪽으로 전천군·동신군, 북쪽으로 고풍군, 서쪽으로 우시군·평안북도 동창군, 남쪽으로 희천시·평안북도 운산군과 접한다.
청천강과 충만강이 송원군을 흐른다. 지형은 대부분이 산지이고 남쪽으로 피난덕산맥과 적유령산맥이 우뚝 솟아 있다. 최고봉은 군 북쪽에 있는 고암봉(1,744m)이다. 기후는 대륙성 기후이나 비교적 습하다. 10월 초에 서리가 내려 4월 말까지 계속된다.

## 역사
해방 전에는 평안북도 초산군의 송면, 판면, 도원면과, 희천군 북면 명문리와 개고개리에 속했다. 이후 자강도로 소속으로 바뀌고 1952년 12월에 초산군의 3개면을 합병해 송원군(송원읍, 15개 리)을 신설했다. 이후 몇 차례의 행정 구역 변경과 통폐합을 거쳐 현재는 1읍 12리를 관할한다. 1981년에 희천군 일부가 본 군으로 편입되어 만포선 철도가 지나게 되었으며 1989년에 그곳으도 인민위원회가 옮겨졌다.

## 행정 구역
1읍 12리로 구성된다.
- 송원읍 (松源邑)
- 월숭리 (月崇里)
- 원대리 (元垈里)
- 차평리 (車坪里)
- 월현리 (月峴里)
- 창덕리 (倉德里)
- 회양리 (檜陽里)
- 전창리 (田倉里)
- 송관리 (松館里)
- 송천리 (松泉里)
- 양지리 (陽地里)
- 신양리 (新陽里)
- 연강리 (淵江里)

## 사건사고
1996년 12월 3일 새벽 1시경, 만포역발 해주행 열차가 이 역 근처에서 전복되어 수천 명의 사망자가 발생했다고 한다.

## 같이 보기
- 조선민주주의인민공화국의 지리
- 조선민주주의인민공화국의 행정 구역